# Screen Actors Guild Award for Outstanding Performance by a Male Actor in a Comedy Series
Screen Actors Guild Award for Outstanding Performance by a Male Actor in a Comedy Series er en award, som uddeles af Screen Actors Guild, for at ære den flotteste skuespiller-præsentation, som bedste mandlige skuespiller i en komedie-serie.

## Vindere og nominerede

### 1990'erne
1994: Jason Alexander, Seinfeld
- Kelsey Grammer, Frasier
- David Hyde Pierce, Frasier
- Paul Reiser, Mad About You
- John Goodman, Roseanne

1995: David Hyde Pierce, Frasier
- Kelsey Grammer, Frasier
- Paul Reiser, Mad About You
- Jason Alexander, Seinfeld
- Michael Richards, Seinfeld

1996: John Lithgow, 3rd Rock from the Sun
- David Hyde Pierce, Frasier
- Kelsey Grammer, Frasier
- Jason Alexander, Seinfeld
- Michael Richards, Seinfeld

1997: John Lithgow, 3rd Rock from the Sun
- David Hyde Pierce, Frasier
- Kelsey Grammer, Frasier
- Jason Alexander, Seinfeld
- Michael Richards, Seinfeld

1998: Michael J. Fox, Spin City
- Peter MacNicol, Ally (McBeal)
- Kelsey Grammer, Frasier
- David Hyde Pierce, Frasier
- Jason Alexander, Seinfeld

1999: Michael J. Fox, Spin City
- Peter MacNicol, Ally (McBeal)
- Ray Romano, Everybody Loves Raymond
- Kelsey Grammer, Frasier
- David Hyde Pierce, Frasier

### 2000'erne
2000: Robert Downey Jr., Ally (McBeal)
- Peter MacNicol, Ally (McBeal)
- Kelsey Grammer, Frasier
- David Hyde Pierce, Frasier
- Sean Hayes, Will & Grace

2001: Sean Hayes, Will & Grace
- Peter Boyle, Everybody Loves Raymond
- Ray Romano, Everybody Loves Raymond
- Kelsey Grammer, Frasier
- David Hyde Pierce, Frasier

2002: Sean Hayes, Will & Grace
- Bernie Mac, The Bernie Mac Show
- Ray Romano, Everybody Loves Raymond
- Matt LeBlanc, Friends
- Tony Shalhoub, Detektiv Monk

2003: Tony Shalhoub, Detektiv Monk
- Peter Boyle, Everybody Loves Raymond
- Brad Garrett, Everybody Loves Raymond
- Ray Romano, Everybody Loves Raymond
- Sean Hayes, Will & Grace

2004: Tony Shalhoub, Detektiv Monk
- Jason Bateman, Arrested Development
- Ray Romano, Everybody Loves Raymond
- Charlie Sheen, Two and a Half Men
- Sean Hayes, Will & Grace

2005: Sean Hayes, Will & Grace
- William Shatner, Boston Legal
- James Spader, Boston Legal
- Larry David, Curb Your Enthusiasm
- Jason Lee, My Name Is Earl

2006: Alec Baldwin, 30 Rock
- Steve Carell, The Office
- Jason Lee, My Name Is Earl
- Jeremy Piven, Entourage
- Tony Shalhoub, Detektiv Monk

2007: Alec Baldwin, 30 Rock
- Steve Carell – The Office
- Ricky Gervais – Extras
- Jeremy Piven – Entourage
- Tony Shalhoub – Detektiv Monk

2008: Alec Baldwin – 30 Rock 
- Steve Carell – The Office
- David Duchovny – Californication
- Jeremy Piven – Entourage
- Tony Shalhoub – Detektiv Monk

2009 – Alec Baldwin – 30 Rock
- Steve Carrell – The Office
- Larry David – Curb Your Enthusiasm
- Tony Shalhoub – Detektiv Monk
- Charlie Sheen – Two and a Half Men

### 2010'erne
2010 – Alec Baldwin – 30 Rock som Jack Donaghy
- Ty Burrell – Modern Family som Phil Dunphy
- Steve Carell – The Office som Michael Scott
- Chris Colfer – Glee som Kurt Hummel
- Ed O'Neill – Modern Family som Jay Pritchett

2011 – Alec Baldwin – 30 Rock som Jack Donaghy
- Ty Burrell – Modern Family som Phil Dunphy
- Steve Carell – The Office som Michael Scott
- Jon Cryer – Two and a Half Men som Alan Harper
- Eric Stonestreet – Modern Family som Cameron Tucker